# Imagerie d'Épinal

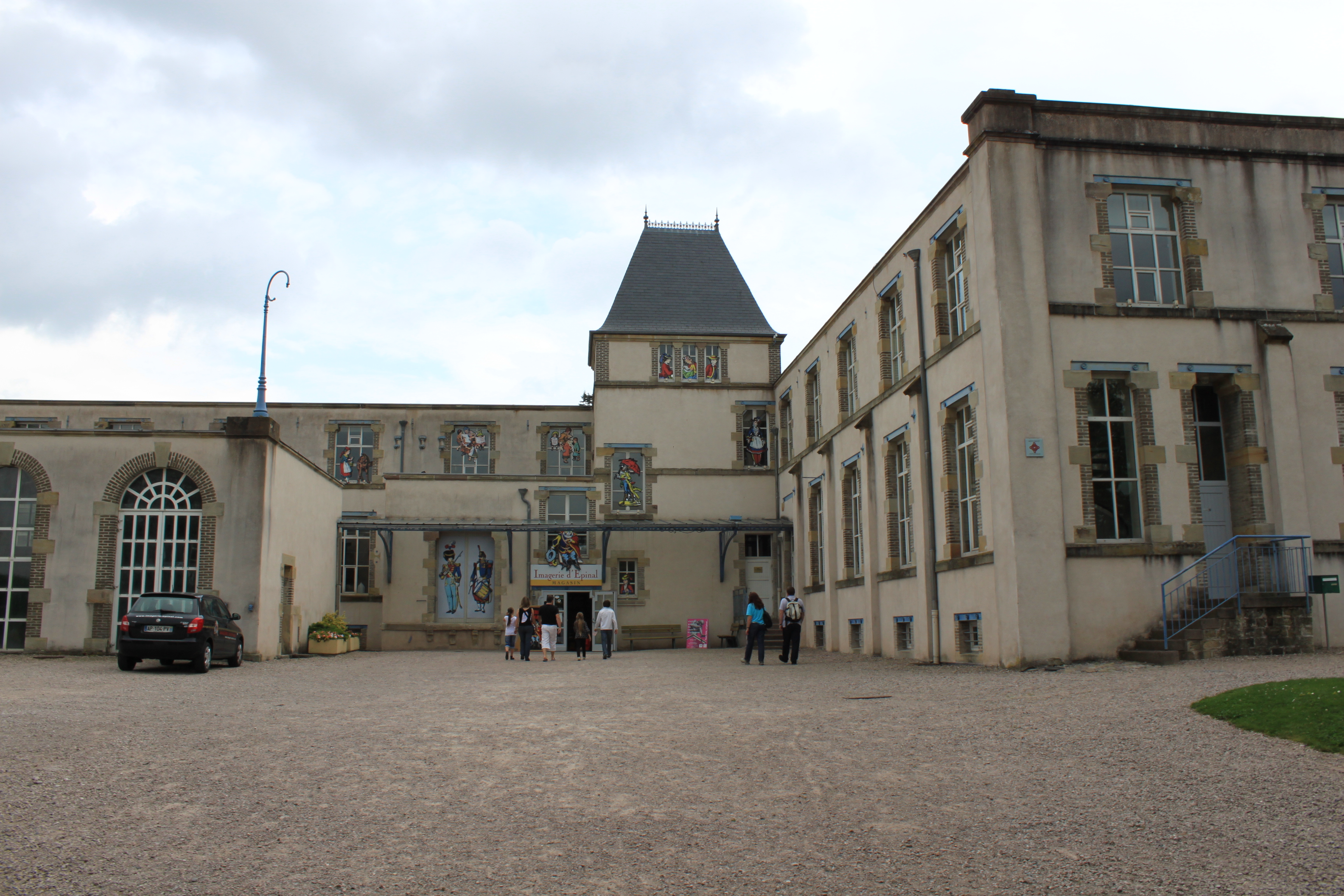
Imagerie d'Épinal.

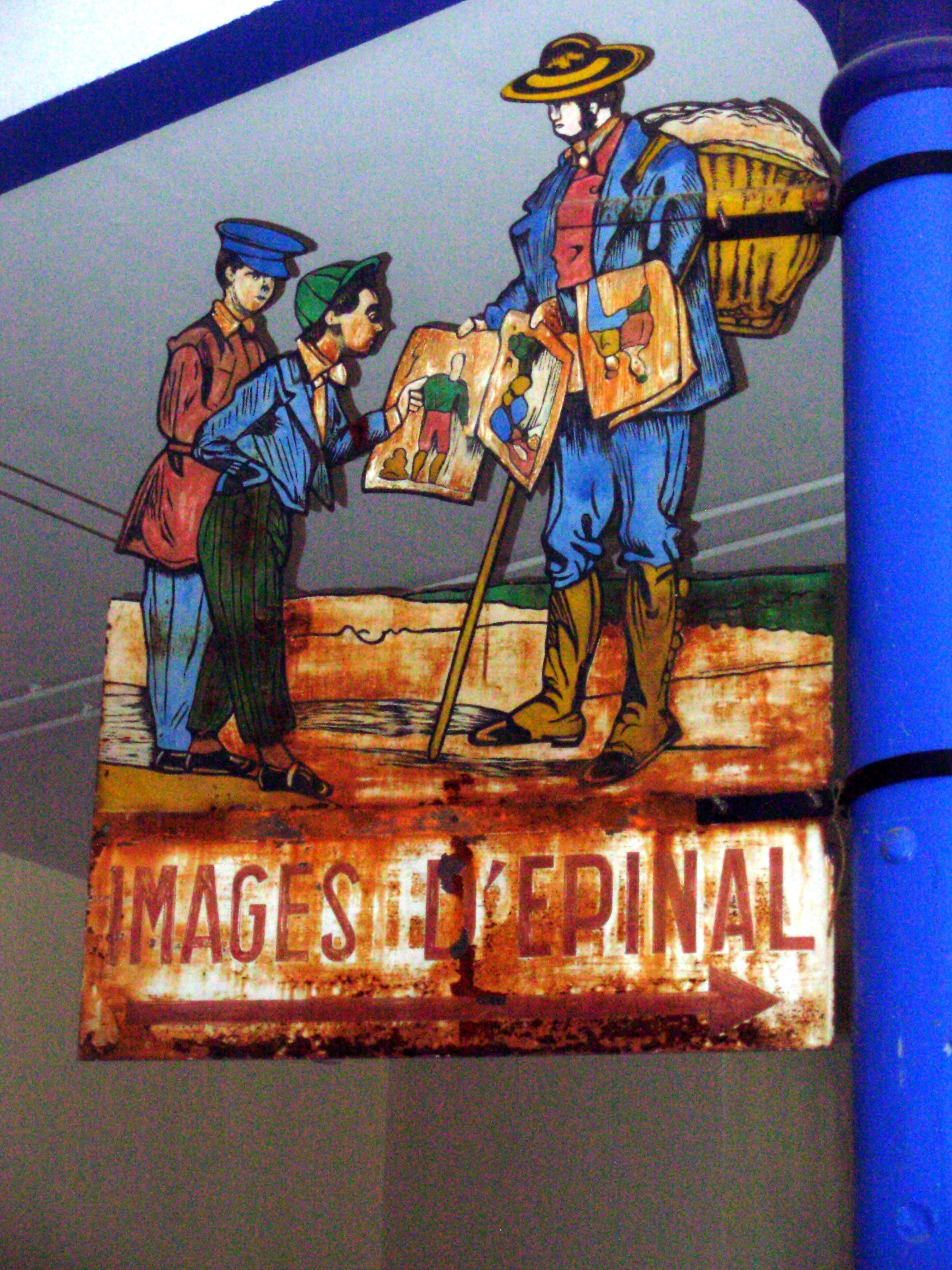
Skylt med riktning till L'imagerie d'Épinal.

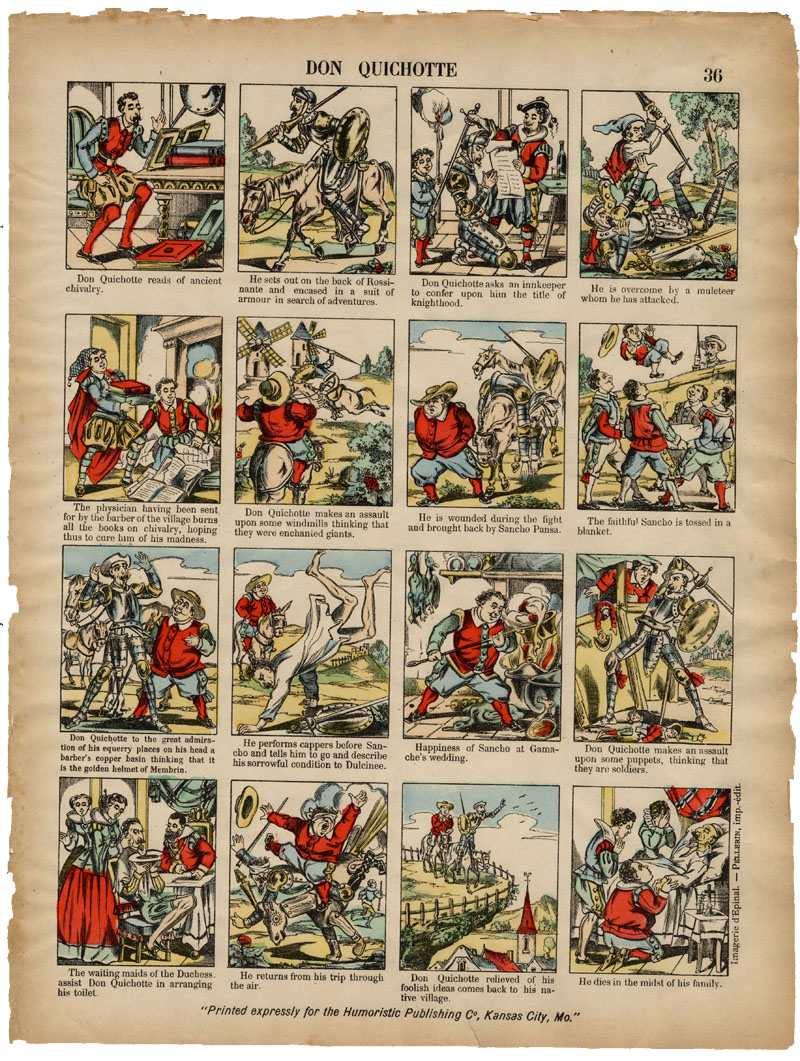
Amerikansk version av Don Quijotes äventyr.

L'imagerie d'Épinal är ett franskt litografiskt tryckeri.
L'imagerie d'Épinal grundades 1796 i Épinal i departementet Vosges av Jean-Charles Pellerin. Från början en hantverksindustri, utvecklade sig l'imagerie d'Épinal steg för steg till en industriellt bedriven verksamhet. Till en början gjordes träsnitt.
I början av 1900-talet var tryckeriet känt över hela världen för kolorerade tryckta blad, bland annat för klippark.
Tryckeriet är fortfarande i drift.